# الدوري الأمريكي لكرة السلة للمحترفين 2007–08
الدوري الأمريكي لكرة السلة للمحترفين 2007–08 (بالإنجليزية: 2007–08 NBA season)‏ هو موسم من إن بي أي. أقيم خلال الفترة 30 أكتوبر 2007 وحتى 17 يونيو 2008، وأشرف على تنظيمه إن بي أي، وفاز فيه بوسطن سيلتكس.